# 解放街道 (泊头市)
解放街道，是中华人民共和国河北省沧州市泊头市下辖的一个乡镇级行政单位。

## 行政区划
解放街道下辖以下地区：
岔道口街社区、建新街社区、安顺街社区、河西街社区、和平街社区、裕华西路社区、龙华街社区、裕华中路社区、新兴南街社区、裕华东路社区、新兴北街社区和师范小区社区。